# Britain's Next Top Model (mùa 5)
Britain's Next Top Model, Mùa thi 5 là chương trình thứ năm của loạt chương trình truyền hình thực tế đào tạo người mẫu Britain's Next Top Model. Mùa thi này, giống với bốn mùa thi trước, chương trình được trình chiếu trên kênh LIVINGtv. Biểu ngữ cổ động mùa thi: "Lớn hơn, Tốt hơn và Cạnh tranh hơn trước đây".
Điểm đến quốc tế được chọn ghi hình là Reykjavík cho top 9 và Buenos Aires & Jujuy dành cho top 5.
Người chiến thắng có cơ hội sở hữu: Một hợp đồng với công ty quản lý người mẫu Models 1, lên ảnh bìa cùng 6 trang biên tập cho tạp chí Company và chiến dịch quảng cáo cho Max Factor.
Kết quả, Mecia Simson, cô gái 19 tuổi đến từ Plymouth đã chiến thắng.
3 năm sau, Á quân Sophie Sumner trở thành người chiến thắng của chương trình America's Next Top Model, Mùa thi 18.

## Thứ tự bị loại
Tính tuổi lúc tham gia ghi hình
| Thí sinh           | Tuổi | Chiều cao               | Quê quán             | Bị loại ở | Hạng  |
| ------------------ | ---- | ----------------------- | -------------------- | --------- | ----- |
| Lisa-Ann Hillman   | 20   | 1,75 m (5 ft 9 in)      | Newquay              | Tập 2     | 13    |
| Lauren Wee         | 21   | 1,73 m (5 ft 8 in)      | Coleraine, Ireland   | Tập 4     | 12    |
| Chloe Cummings     | 18   | 1,71 m (5 ft 7+1⁄2 in)  | Liverpool            | Tập 5     | 11–10 |
| Kasey Wynter       | 23   | 1,78 m (5 ft 10 in)     | Luân Đôn             | Tập 5     | 11–10 |
| Madeleine Wheatley | 18   | 1,70 m (5 ft 7 in)      | Farnham              | Tập 6     | 9     |
| Hayley Buchanan    | 21   | 1,79 m (5 ft 10+1⁄2 in) | Glasgow, Scotland    | Tập 7     | 8     |
| Annaliese Dayes    | 22   | 1,70 m (5 ft 7 in)      | Luân Đôn             | Tập 8     | 7     |
| Daisy Payne        | 22   | 1,80 m (5 ft 11 in)     | Luân Đôn             | Tập 9     | 6     |
| Viola Szekely      | 18   | 1,80 m (5 ft 11 in)     | Surrey               | Tập 10    | 5     |
| Ashley Brown       | 20   | 1,72 m (5 ft 7+1⁄2 in)  | Livingston, Scotland | Tập 11    | 4     |
| Jade McSorley      | 20   | 1,73 m (5 ft 8 in)      | Middlesbrough        | Tập 12    | 3     |
| Sophie Sumner      | 18   | 1,75 m (5 ft 9 in)      | Oxford               | Tập 13    | 2     |
| Mecia Simson       | 19   | 1,74 m (5 ft 8+1⁄2 in)  | Plymouth             | Tập 13    | 1     |

## Các tập

### Tập 1: The Girls Go To Boot Camp
Lên sóng: 20 tháng 4, 2009
20 thí sinh bán kết được lần lượt đưa tới khách sạn Wotton House ở Surrey để bắt đầu cuộc thi. Sau đó, họ được gặp Lisa lần đầu tiên, trước khi được đưa tới một trại quân đội ở hồ Henfold cho một buổi vượt chướng ngại vật. Sau đó, họ được di chuyển tới nơi họ sẽ nghỉ ngơi trong trại quân đội, trước khi Louis gặp họ cho thử thách trình diễn thời trang cho Ed Hardy trước ban giám khảo và những quân đội.
Ngày hôm sau, ban giám khảo đã hội ý về phần trình diễn thời trang ngày hôm qua và quyết định 15 cô gái vượt qua được thử thách. Ngày tiếp theo, các cô gái đã có một ngày nghỉ ngơi trước khi phải thức dậy vào sáng sớm hôm sau cho buổi chụp hình đầu tiên trong phong cách quân đội theo nhóm. Vào buổi đánh giá ngày kế tiếp, 13 cô gái đã được chọn và sẽ bước vào cuộc thi, với Mecia là người chiến thắng thử thách và sẽ được xuất hiện trên biển quảng cáo cho Ed Hardy tại Mỹ.
- Nhiếp ảnh gia: Huggy Ragnarsson

### Tập 2: Quizzes and Castings
Lên sóng: 27 tháng 4, 2009
13 cô gái được di chuyển tới ngôi nhà chung của họ tại Luân Đôn. Ngày hôm sau, họ phải tự chia thành 2 nhóm cho thử thách trả lời các câu hỏi về ngành thời trang, Ashley, Daisy, Jade, Kasey, Lisa-Ann & Sophie chiến thắng thử thách và sẽ được một chiếc đồng hồ đeo tay đắt tiền. Ngày tiếp theo, họ được đưa tới Cầu Thiên niên kỷ cho thử thách quay quảng cáo cho nhà thiết kế Elizabeth Emanuel, khi họ sẽ phải nói lời thoại và kết thúc bằng một cảnh hôn với người mẫu nam Lloyd Nwagboso hóa thân thành chú rể của họ. Hầu hết tất cả đã hoàn thành thuận lợi ngoại trừ Mecia khi cô đã từ chối cảnh hôn Lloyd. Kết quả là Kasey chiến thắng thử thách và sẽ được một chiếc túi xách kim cương từ Butler & Wilson. Quay về ngôi nhà chung, họ đã bất ngờ khi chuyên gia catwalk J. Alexander sẽ cho họ một buổi học catwalk.
Ngày hôm sau, các cô gái đã có buổi chụp hình tiếp theo cho sản phẩm chăm sóc da Simple, khi họ sẽ chỉ được mặc quần lót màu da trong khi tạo dáng trong bồn nước với những quả xoài. Vào buổi đánh giá ngày kế tiếp với sự xuất hiện của giám khảo khách mời là Elizabeth Emanuel, Kasey được gọi tên đầu tiên còn Lisa-Ann là thí sinh đầu tiên bị loại.
- Nhiếp ảnh gia: Chris Bissell
- Khách mời đặc biệt: Simon Withington, Elizabeth Emanuel, Lloyd Nwagboso, J. Alexander, Rachel Snary

### Tập 3: Re-style and Rhythm
Lên sóng: 4 tháng 5, 2009
12 cô gái còn lại được đưa tới tiệm salon Daniel Galvin cho diện mạo mới của mình, không biết rằng buổi diện mạo mới này cũng là thử thách tiếp theo kiểm tra sự chuyên nghiệp của họ và kết quả là Viola chiến thắng thử thách nên sẽ được xuất hiện trong chiến dịch quảng cáo cho Daniel Galvin. Ngày hôm sau, họ đã có một buổi học nhảy vũ đạo với biên đạo viên Jaime Karitzis, trước khi từng người một sẽ phải nhảy krumping tự biên tự diễn. Sau đó, họ được chia thành 3 nhóm và phải tự nghĩ một bài nhảy, trước khi được đưa tới câu lạc bộ đêm Movida cho thử thách nhảy vũ đạo trước khán giả. Kết quả là Annaliese & Mecia cùng với Ashley, Daisy, Kasey & Hayley chiến thắng thử thách và sẽ được giải trí trong câu lạc bộ đêm.
Ngày tiếp theo, các cô gái được đưa tới một tầng hầm Graffiti ở South Bank cho buổi chụp hình tiếp theo hóa thân thành cặp đôi đồng tính theo cặp. Vào buổi đánh giá ngày hôm sau với sự xuất hiện của giám khảo khách mời là Nicky Johnston, Kasey được gọi tên đầu tiên còn Ashley & Chloe rơi vào cuối bảng, nhưng sau đó thì Lisa quyết định cho cả 2 một cơ hội nữa.
- Nhiếp ảnh gia: Nicky Johnston
- Khách mời đặc biệt: James Galvin, Louise Galvin, Jaime Karitzis, Daniele Sismondi, Alex Evans, Leanne Nagle, Rachael Cairns

### Tập 4: Charity
Lên sóng: 11 tháng 5, 2009
12 cô gái còn lại được gặp cựu người mẫu Jo Wood cho thử thách diễn thuyết ngắn trước đám đông, khi họ có 30 phút về viết và nghĩ về một vấn đề cụ thể trước khi phải nói trước khán giả gồm những bạn trẻ từ 12 đến 16 tuổi. Kết quả là Daisy chiến thắng thử thách. Ngày hôm sau, họ được đưa tới đài phát thanh Capital London cho thử thách phỏng vấn trực tiếp theo nhóm với Johnny Vaughan, trong khi Lisa đang bí mật theo dõi bọn họ. Kết quả là Annaliese chiến thắng thử thách và cô chọn Ashley cho phần thưởng là một buổi mua sắm tại Karen Millen và Swarovski.
Ngày tiếp theo, các cô gái đã có buổi chụp hình tiếp theo cho 5 tổ chức phi lợi nhuận khác nhau, khi họ phải tạo ra những tấm hình gây sốc và khơi dậy được cảm xúc cho người xem. Buổi chụp hình đã gây khó khăn cho một số cô gái, đặc biệt là Ashley khi cô từng là nạn nhân của bạo lực. Vào buổi đánh giá ngày hôm sau với sự xuất hiện của giám khảo khách mời là Matthew Brindle, Sophie được gọi tên đầu tiên còn Lauren là thí sinh tiếp theo bị loại.
- Nhiếp ảnh gia: Matthew Brindle
- Khách mời đặc biệt: Leah Wood, Jo Wood, Johnny Vaughan, Alison Walsh, Claire Everett, Robbie LeBlanc, Lina El-Solh

### Tập 5: Kylie Couture
Lên sóng: 18 tháng 5, 2009
11 cô gái còn lại được gặp Belinda White từ Handbag.com tại câu lạc bộ Crystal cho thử thách phỏng vấn ca sĩ Louise Redknapp, khi họ phải tự suy nghĩ những câu hỏi để hỏi Louise. Kết quả là Hayley chiến thắng thử thách và cuộc phỏng vấn của cô sẽ được đăng lên Handbag.com. Ngày hôm sau, họ được đưa tới studio của giám khảo Louis cho thử thách trình diễn thời trang trong những chiếc mũ thiết kế của Louis, trước khi được phỏng vấn bởi Hilary Alexander. Kết quả là Jade chiến thắng thử thách và nhận được một chiếc mũ thiết kế từ Louis.
Ngày tiếp theo, các cô gái được đưa tới Spring Studios cho buổi chụp hình tiếp theo cho nước hoa Couture của Kylie Minogue, nhưng trước đó thì tối qua họ được nhận tin nhắn video từ chính Kylie. Vào buổi đánh giá ngày hôm sau với sự xuất hiện của giám khảo khách mời là Johnny Blue-Eyes & Giles Pearson, Jade được gọi tên đầu tiên còn Chloe & Kasey rơi vào cuối bảng, nhưng Lisa sau đó thông báo rằng cả 2 đều bị loại.
- Nhiếp ảnh gia: Johnny Blue-Eyes
- Khách mời đặc biệt: Belinda White, Louise Redknapp, Hilary Alexander, Kylie Minogue, Rachel Hardy, Giles Pearson

### Tập 6: Ice Queens
Lên sóng: 25 tháng 5, 2009
9 cô gái còn lại đã háo hức khi nhìn thấy đồ giữ ấm và hành lí mới trên giường họ. Ngày hôm sau, họ được gặp Huggy tại Sân bay Heathrow và háo hức khi biết được họ sẽ bay tới Reykjavík. Sau khi tới nơi, họ được nghỉ ngơi tại khách sạn Hilton trong thời gian tới. Ngày tiếp theo, họ được gặp Andrea Brabin từ Eskimo Model Management cho thử thách quay quảng cáo cho đất nước Iceland, khi họ sẽ được mặc trang phục Người Iceland trong khi ăn đầu cừu thui và phải nói lời thoại với kết thúc bằng một lời thoại bằng Tiếng Iceland. Thử thách đã gây khó khăn cho một số cô gái, khi Ashley & Viola nôn mửa sau đó và Jade đã từ chối cảnh ăn do cô là người ăn chay. Kết quả là Sophie chiến thắng thử thách và sẽ được giữ lại trang phục cô đang mặc.
Ngày hôm sau, họ được đưa tới spa Blue Lagoon từ sáng sớm cho buổi chụp hình tiếp theo hóa thân thành những nữ hoàng của thiên nhiên. Vào buổi đánh giá sau khi tất cả quay về Luân Đôn, Daisy là người có tấm ảnh đẹp nhất nên sẽ cô được miễn loại và được ngồi cùng với ban giám khảo để đánh giá những người còn lại. Kết quả là Daisy được gọi tên đầu tiên còn Madeleine là thí sinh tiếp theo bị loại.
- Nhiếp ảnh gia: Huggy Ragnarsson
- Khách mời đặc biệt: Andrea Brabin

### Tập 7: Sink or Swim
Lên sóng: 1 tháng 6, 2009
8 cô gái còn lại được gặp đạo diễn Alistair Monteith cho một buổi học diễn xuất cảnh hành động theo cặp như đấm vào mặt, nắm tóc hay đánh đầu bằng chai bia. Ngày hôm sau, họ được đưa tới một tòa nhà cũ cho thử thách chụp hình cho giày Faith Shoes, Ashley & Sophie chiến thắng thử thách và sẽ được xuất hiện trong chiến dịch quảng cáo cho Faith Shoes cùng với một buổi làm móng tay và uống sâmpanh tại Nails Inc..
Ngày tiếp theo, các cô gái đã có buổi chụp hình tiếp theo trong váy của nhà thiết kế Debbie Gething và mũ của giám khảo Louis, trong khi họ phải tạo dáng dưới nước. Vào buổi đánh giá ngày hôm sau với sự xuất hiện của giám khảo khách mời là Debbie Gething, Jade được gọi tên đầu tiên còn Hayley là thí sinh tiếp theo bị loại.
- Nhiếp ảnh gia: Zena Holloway
- Khách mời đặc biệt: Alistair Monteith, Ruth Ross, Michele Civelli, Debbie Gething

### Tập 8: Surprise Casting
Lên sóng: 8 tháng 6, 2009
7 cô gái còn lại được gặp Fraser Belk tại quản lí người mẫu Models 1 cho một buổi casting cho 2 nơi: thuốc chống tiêu chảy Imodium và nhà thiết kế Pearl Lowe. Sau đó, họ quay lại Models 1 để nhận kết quả là Annaliese được chọn cho Imodium còn Mecia được chọn cho Pearl Lowe và cả 2 sẽ được xuất hiện trong chiến dịch quảng cáo cho nơi họ được chọn. Ngày hôm sau, họ được đưa tới Trung tâm nhảy dù Xscape cho thử thách casting cho bánh gạo Kallo, khi họ sẽ có vài phút để học lời thoại ngắn và phải truyền đạt trong khi nhảy dù trong nhà. Kết quả là Daisy chiến thắng thử thách và cô chọn Sophie cho phần thưởng là được nói chuyện riêng với á quân mùa 2 Abigail Clancy.
Ngày tiếp theo, các cô gái được đưa tới một bãi phế liệu xe hơi cho buổi chụp hình tiếp theo cho Lipsy, trong khi họ sẽ tạo dáng bên cạnh chiếc xe đang bốc cháy. Vào buổi đánh giá ngày hôm sau với sự xuất hiện của giám khảo khách mời là Abigail Clancy, Mecia được gọi tên đầu tiên còn Annaliese là thí sinh tiếp theo bị loại.
- Nhiếp ảnh gia: Rachel Joseph
- Khách mời đặc biệt: Fraser Belk, Julia Anderton, Eira Ellis, Pearl Lowe, Caroline Copsey, Abigail Clancy, Dahlia Schaeffer

### Tập 9: Face, Face, Face
Lên sóng: 15 tháng 6, 2009
6 cô gái còn lại đã có buổi chụp hình tiếp theo cho tạp chí Company, khi họ sẽ được tạo dáng dùng với nhóm nhạc The Script. Kết quả là Sophie thể hiện tốt nhất và cô chọn Daisy để cùng nhận thưởng là được xem buổi biểu diễn cũng như gặp mặt riêng sau đó với nhóm nhạc The Script. Ngày hôm sau, họ được gặp Lisa và giám đốc cấp cao của Special K Sarah Cumming tại một hồ bơi cho thử thách casting cho ngũ cốc Special K, khi họ sẽ phải lặn xuống hồ bơi trước khi đi lên và ngồi xuống ăn ngũ cốc. Trong khi thử thách diễn ra, Lisa đã có một buổi nói chuyện riêng với Jade & Viola về vấn đề của họ. Kết quả là Sophie chiến thắng thử thách và được xem tin nhắn của gia đình mình khi quay về ngôi nhà chung. Sau đó, Mecia đã bất ngờ khi cô cũng được xem tin nhắn của bạn trai đang cầu hôn cô.
Ngày tiếp theo, các cô gái được gặp nhiếp ảnh gia Terry O'Neill tại The Worx Studios cho buổi chụp hình chân dung lấy cảm hứng từ bức ảnh mà chính Terry đã chụp cho Kate Moss. Sau đó, họ được đưa tới nhà hàng Meza Floridita để xem màn biểu diễn nhảy tango từ Lisa & vũ công Brendan Cole và háo hức khi biết rằng những ai vượt qua buổi loại trừ tiếp theo sẽ được bay tới Buenos Aires, trước khi họ được tập nhảy tango với Brendan. Vào buổi đánh giá ngày hôm sau với sự xuất hiện của giám khảo khách mời là Terry O'Neill, các cô gái đã được hỏi vì sao họ nên được đi tới Buenos Aires. Kết quả là Jade được gọi tên đầu tiên còn Daisy là thí sinh tiếp theo bị loại.
- Nhiếp ảnh gia: Diana Gomez, Terry O'Neill
- Khách mời đặc biệt: Victoria White, Danny O'Donoghue, Glen Power, Mark Sheehan, Sarah Cumming, Brendan Cole

### Tập 10: Time to Tango
Lên sóng: 22 tháng 6, 2009
5 cô gái còn lại được đưa tới Buenos Aires và được di chuyển tới ngôi nhà mới của họ sau khi tới nơi. Sau đó, họ được đi tham quan thành phố với người mẫu Ivan Valdivizzo, trước khi được gặp Lisa & giám đốc Ignacio Archain tại cửa hàng thời trang La Martina cho một buổi trình diễn thời trang cho bộ sưu tập Thu-Đông 2009 của nhãn hàng và kết thúc buổi tối bằng một bữa tiệc trong cửa hàng. Ngày hôm sau, họ được gặp giám đốc casting Beltran Zuberbuhler tại núi Cerro de los Siete Colores ở Purmamarca cho thử thách quay quảng cáo cho thịt bò xuất khẩu, khi họ sẽ chỉ có 15 phút học lời thoại gồm Tiếng Anh & Tiếng Tây Ban Nha và phải truyền đạt trong khi tương tác với hai người mẫu nam cởi trần và một chú ngựa. Kết quả là Sophie chiến thắng thử thách. Sau đó, họ được nghỉ qua đêm tại Purmamarca.
Ngày tiếp theo, các cô gái được đưa tới sa mạc muối Salinas Grandes cho buổi chụp hình tiếp theo cho sữa tắm Skin Bliss, khi họ sẽ tạo dáng khỏa thân cùng với một chiếc khăn trên người. Vào buổi đánh giá ngày hôm sau với sự xuất hiện của giám khảo khách mời là Caroline Reynolds, Sophie được gọi tên đầu tiên và sẽ được xuất hiện trong chiến dịch quảng cáo cho Skin Bliss, còn Viola là thí sinh tiếp theo bị loại.
- Nhiếp ảnh gia: Rachel Joseph
- Khách mời đặc biệt: Ivan Valdivizzo, Ignacio Archain, Beltran Zuberbuhler, Caroline Reynolds

### Tập 11: Latino Dancing and Latino Loving
Lên sóng: 29 tháng 6, 2009
4 cô gái còn lại được gặp diễn viên Ginette Reynal cho một buổi học múa tango trong 1 giờ, trước khi họ được đưa tới khu phố La Boca để trình diễn một bài nhảy tango trước những người đi đường. Ngày hôm sau, họ đã có một buổi casting cho 2 nơi: quản lí người mẫu Elite Model Management và nhà thiết kế Benito Fernandez. Sau đó, họ được đưa tới cửa hàng của nhà thiết kế Pablo Ramirez để nhận kết quả là Jade chiến thắng thử thách và sẽ được một bộ váy thiết kế từ Pablo. Quay về ngôi nhà chung, họ đã có một bữa tiệc với người mẫu nam Ivan Valdivizzo và bạn anh ấy.
Ngày tiếp theo, các cô gái được đưa tới Đại sứ quán Pháp của Argentina cho buổi chụp hình tiếp theo cho tạp chí Catalogue, khi họ sẽ hoá thân thành những vũ công tango với người mẫu nam. Vào buổi đánh giá ngày hôm sau với sự xuất hiện của giám khảo khách mời là Jimena Nahon, Jade được gọi tên đầu tiên và sẽ được xuất hiện trong trang biên tập của tạp chí Catalogue, còn Ashley là thí sinh tiếp theo bị loại.
- Nhiếp ảnh gia: Candelaria Gil
- Khách mời đặc biệt: Ginette Reynal, Benito Fernandez, Belén Vińas, Pablo Ramirez, Ivan Valdivizzo, Jimena Nahon

### Tập 12: The Finale is Coming
Lên sóng: 6 tháng 7, 2009
3 cô gái còn lại được gặp giám đốc nội dung Kika Tarelli tại Trung tâm triển lãm La Rural cho một ngày làm việc ở đằng sau hậu trường của Buenos Aires Fashion Week. Ngày hôm sau, họ được đưa tới Viện bảo tàng nghệ thuật Tigre từ sáng sớm cho buổi chụp hình cuối cùng lấy cảm hứng từ Eva Perón, khi họ sẽ phải tái diễn lại một giai đoạn của cuộc đời cô.
Vào buổi đánh giá ngày tiếp theo, các cô gái được yêu cầu phải đi catwalk trước ban giám khảo và được hỏi vì sao họ nên được chọn vào chung kết. Kết quả là Sophie được gọi tên đầu tiên, tiếp theo là Mecia còn Jade là thí sinh cuối cùng bị loại. Sau đó, Mecia & Sophie đã có một buổi trình diễn thời trang cho bộ sưu tập Thu-Đông 2009 của Tramando tại Buenos Aires Fashion Week, trước khi Lisa đến gặp họ để thông báo rằng họ sẽ quay lại Luân Đôn cho chung kết.
- Nhiếp ảnh gia: Huggy Ragnarsson
- Khách mời đặc biệt: Kika Tarelli, Lucia Dubiansky, Victoria Onetto

### Tập 13: And the winner is...
Lên sóng: 6 tháng 7, 2009
Mecia & Sophie đã quay về Luân Đôn cho chung kết của cuộc thi. Sau khi tới nơi, họ được cảm nhận một ngày của siêu mẫu khi được di chuyển bằng xe mui trần tới phòng riêng của họ với những món quà tại khách sạn The May Fair. Sau đó, họ đã có một bữa tối với Fraser Belk từ Models 1 và người mẫu Rosie Huntington-Whiteley. Ngày hôm sau, cả 2 đã có một buổi thử đồ cho PPQ London, sau khi 2 nhà thiết kế Amy Molyneux & Percy Parker xem qua portfolio của họ. Sau đó, họ đã có một bữa tiệc trà chiều với người mẫu Peaches Geldof, trước khi được đưa tới trụ sở của tờ báo The Sun cho một buổi phỏng vấn với biên tập Sara Nathan. Quay về khách sạn, họ đã có một buổi nói chuyện riêng với Lisa.
Ngày tiếp theo, họ được đưa tới khu phức hợp Vinopolis cho một buổi diễn tập với đạo diễn Lee Lapthorne, trước khi nhận những lời khuyên phút cuối từ cựu người mẫu Jodie Kidd. Sau đó, họ đã có buổi trình diễn thời trang cuối cùng cho PPQ London. Vào buổi đánh giá cuối cùng, Mecia trở thành quán quân thứ năm của Britain's Next Top Model.
- Khách mời đặc biệt: Fraser Belk, Rosie Huntington-Whiteley, Amy Molyneux, Percy Parker, Peaches Geldof, Sara Nathan, Lee Lapthorne, Jodie Kidd, Abigail Clancy, Lloyd Nwagboso, Elizabeth Emanuel, Victoria White

## Thứ tự gọi tên
| Thứ tự | Tập       | Tập       | Tập          | Tập       | Tập         | Tập       | Tập       | Tập       | Tập    | Tập    | Tập    | Tập    | Tập    |  |
| Thứ tự | 1         | 2         | 3            | 4         | 5           | 6         | 7         | 8         | 9      | 10     | 11     | 12     | 13     |  |
| ------ | --------- | --------- | ------------ | --------- | ----------- | --------- | --------- | --------- | ------ | ------ | ------ | ------ | ------ |  |
| 1      | Mecia     | Kasey     | Kasey        | Sophie    | Jade        | Daisy     | Jade      | Mecia     | Jade   | Sophie | Jade   | Sophie | Mecia  |  |
| 2      | Viola     | Daisy     | Jade         | Jade      | Daisy       | Jade      | Viola     | Viola     | Viola  | Jade   | Sophie | Mecia  | Sophie |  |
| 3      | Hayley    | Mecia     | Daisy        | Ashley    | Annaliese   | Mecia     | Ashley    | Jade      | Sophie | Mecia  | Mecia  | Jade   |        |  |
| 4      | Kasey     | Hayley    | Lauren       | Daisy     | Mecia       | Hayley    | Sophie    | Ashley    | Mecia  | Ashley | Ashley |        |        |  |
| 5      | Lauren    | Annaliese | Hayley       | Viola     | Ashley      | Ashley    | Annaliese | Daisy     | Ashley | Viola  |        |        |        |  |
| 6      | Madeleine | Ashley    | Viola        | Madeleine | Madeleine   | Sophie    | Mecia     | Sophie    | Daisy  |        |        |        |        |  |
| 7      | Annaliese | Viola     | Madeleine    | Chloe     | Hayley      | Viola     | Daisy     | Annaliese |        |        |        |        |        |  |
| 8      | Jade      | Jade      | Annaliese    | Hayley    | Sophie      | Annaliese | Hayley    |           |        |        |        |        |        |  |
| 9      | Chloe     | Lauren    | Mecia        | Annaliese | Viola       | Madeleine |           |           |        |        |        |        |        |  |
| 10     | Sophie    | Madeleine | Sophie       | Mecia     | Chloe Kasey |           |           |           |        |        |        |        |        |  |
| 11     | Lisa-Ann  | Chloe     | Ashley Chloe | Kasey     | Chloe Kasey |           |           |           |        |        |        |        |        |  |
| 12     | Daisy     | Sophie    | Ashley Chloe | Lauren    |             |           |           |           |        |        |        |        |        |  |
| 13     | Ashley    | Lisa-Ann  |              |           |             |           |           |           |        |        |        |        |        |  |

     Thí sinh bị loại
     Thí sinh được miễn loại
     Thí sinh không bị loại khi rơi vào cuối bảng
     Thí sinh chiến thắng cuộc thi
- Trong tập 1, từ 20 cô gái đã giảm xuống còn 13 người chuyển sang cuộc thi chính. Có hai lần loại trừ riêng biệt; trong lần đầu tiên, năm cô gái đã được loại bỏ bên ngoài phòng đánh giá, và trong lần thứ hai, hai cô gái đã được loại bỏ.

### Buổi chụp hình
- Tập 1: Những cô gái quân đội theo nhóm (casting)
- Tập 2: Khỏa thân trong bồn tắm đầy xoài cho Simple Cosmetic
- Tập 3: Cặp đôi rock đồng tính
- Tập 4: Ảnh quảng cáo về việc nhận thức xã hội
- Tập 5: Ảnh quảng cáo nước hoa Couture của Kylie Minogue
- Tập 6: 9 nữ hoàng thiên nhiên của Iceland
- Tập 7: Tạo dáng dưới nước
- Tập 8: Tạo dáng với chiếc xe đang cháy
- Tập 9: Người hâm mộ của The Script; Tạo dáng lại ảnh chân dung của Kate Moss
- Tập 10: Khỏa thân với khăn tắm trên cánh đồng muối cho Skin Bliss
- Tập 11: Vũ công Tango
- Tập 12: Eva Perón

### Diện mạo mới
- Annaliese: Tóc afro ngắn hơn
- Ashley: Tóc bob đen tới cằm và thêm mái ngố
- Chloe: Nhuộm màu nâu tối và cắt tầng
- Daisy: Nhuộm màu vàng hơn, cắt tầng và xoăn lại
- Hayley: Nhuộm màu nâu hạt dẻ
- Jade: Nối tóc màu tối hơn và thêm mái ngố
- Kasey: Gỡ tóc nối ra, cắt ngắn và nhuộm nâu
- Lauren: Cắt đều, cắt tầng và xoăn lại
- Madeleine: Tóc bob không đối xứng và nhuộm đỏ
- Mecia: Tóc bob dài
- Sophie: Cắt ngắn và nhuộm màu vàng sáng
- Viola: Nhuộm màu vàng tối kiểu Gisele Bündchen